# Baryceros petiolator
Baryceros petiolator là một loài tò vò trong họ Ichneumonidae.